# Olympische Sommerspiele 1952/Teilnehmer (Saarland)
| Gelbes Symbol für Goldmedaillen mit stilisierten Olympischen Ringen | Graues Symbol für Silbermedaillen mit stilisierten Olympischen Ringen | Braundes Symbol für Bronzemedaillen mit stilisierten Olympischen Ringen |
| ------------------------------------------------------------------- | --------------------------------------------------------------------- | ----------------------------------------------------------------------- |
| —                                                                   | —                                                                     | —                                                                       |

Das Saarland nahm mit 36 Sportlern bei den Olympischen Sommerspielen 1952 in Helsinki teil.
Das Nationale Olympische Komitee des unter französischem Protektorat stehenden Saarlandes war bereits 1950, noch vor dem deutschen NOK, vom IOC anerkannt worden. Die Sommerspiele in Helsinki waren die einzigen Olympischen Spiele, an denen das Saarland mit einem eigenen Team teilnahm. Vier Jahre später, bei den Spielen in Melbourne nahmen die saarländischen Sportler zusammen mit Sportlern aus der BRD und der DDR in einer gesamtdeutschen Mannschaft teil.
Details sind der olympischen Geschichte Deutschlands zu entnehmen.
Die Sportler aus dem Saarland konnten in Helsinki keine Medaille erringen.

## Flaggenträger
Der Geschäftsführer des Saarländischen Leichtathletik-Verbandes, Toni Breder, trug die Flagge des Saarlands während der Eröffnungsfeier im Olympiastadion.

## Teilnehmer nach Sportarten

### Boxen
| Athlet         | Wettbewerb        | 1. Runde        | 1. Runde | Achtelfinale  | Achtelfinale  | Viertelfinale | Viertelfinale | Halbfinale    | Halbfinale    | Finale        | Finale        | Rang |
| Athlet         | Wettbewerb        | Gegner          | Ergebnis | Gegner        | Ergebnis      | Gegner        | Ergebnis      | Gegner        | Ergebnis      | Gegner        | Ergebnis      | Rang |
| -------------- | ----------------- | --------------- | -------- | ------------- | ------------- | ------------- | ------------- | ------------- | ------------- | ------------- | ------------- | ---- |
| Männer         |                   |                 |          |               |               |               |               |               |               |               |               |      |
| Helmut Hofmann | Fliegengewicht    | Han Soo-an      | K.O.     | ausgeschieden | ausgeschieden | ausgeschieden | ausgeschieden | ausgeschieden | ausgeschieden | ausgeschieden | ausgeschieden | 17   |
| Kurt Schirra   | Federgewicht      | Luis Aranguren  | 2:1      | János Erdei   | 0:3           | ausgeschieden | ausgeschieden | ausgeschieden | ausgeschieden | ausgeschieden | ausgeschieden | 9    |
| Wilhelm Rammo  | Halbmittelgewicht | Josef Hamberger | 0:3      | ausgeschieden | ausgeschieden | ausgeschieden | ausgeschieden | ausgeschieden | ausgeschieden | ausgeschieden | ausgeschieden | 17   |

### Fechten
| Athleten                                                       | Wettbewerb         | 1. Runde | 1. Runde | Viertelfinale | Viertelfinale | Halbfinale    | Halbfinale    | Finale        | Finale        | Rang          |
| Athleten                                                       | Wettbewerb         | Punkte   | Rang     | Punkte        | Rang          | Punkte        | Rang          | Gegner        | Ergebnis      | Rang          |
| -------------------------------------------------------------- | ------------------ | -------- | -------- | ------------- | ------------- | ------------- | ------------- | ------------- | ------------- | ------------- |
| Männer                                                         |                    |          |          |               |               |               |               |               |               |               |
| Karl Bach                                                      | Florett            | 2:4      | 5        | ausgeschieden | ausgeschieden | ausgeschieden | ausgeschieden | ausgeschieden | ausgeschieden | ausgeschieden |
| Karl Bach                                                      | Säbel              | 2:5      | 6        | ausgeschieden | ausgeschieden | ausgeschieden | ausgeschieden | ausgeschieden | ausgeschieden | ausgeschieden |
| Günther Knödler                                                | Florett            | 1:4      | 6        | ausgeschieden | ausgeschieden | ausgeschieden | ausgeschieden | ausgeschieden | ausgeschieden | ausgeschieden |
| Günther Knödler                                                | Säbel              | 1:4      | 6        | ausgeschieden | ausgeschieden | ausgeschieden | ausgeschieden | ausgeschieden | ausgeschieden | ausgeschieden |
| Ernst Rau                                                      | Florett            | 2:5      | 5        | ausgeschieden | ausgeschieden | ausgeschieden | ausgeschieden | ausgeschieden | ausgeschieden | ausgeschieden |
| Ernst Rau                                                      | Säbel              | 3:4      | 5        | ausgeschieden | ausgeschieden | ausgeschieden | ausgeschieden | ausgeschieden | ausgeschieden | ausgeschieden |
| Karl Bach Günther Knödler Ernst Rau Walter Brödel              | Florett Mannschaft | 0:2      | 3        | ausgeschieden | ausgeschieden | ausgeschieden | ausgeschieden | ausgeschieden | ausgeschieden | ausgeschieden |
| Karl Bach Günther Knödler Ernst Rau Walter Brödel Willi Rößler | Säbel Mannschaft   | 0:2      | 4        | ausgeschieden | ausgeschieden | ausgeschieden | ausgeschieden | ausgeschieden | ausgeschieden | ausgeschieden |

### Kanu
| Athleten                 | Wettbewerb   | Vorlauf    | Vorlauf | Finale        | Finale        | Rang |
| Athleten                 | Wettbewerb   | Zeit       | Rang    | Zeit          | Rang          | Rang |
| ------------------------ | ------------ | ---------- | ------- | ------------- | ------------- | ---- |
| Frauen                   |              |            |         |               |               |      |
| Therese Zenz             | K-1 500 m    | 2:26,9 min | 3       | 2:27,9 min    | 9             | 9    |
| Männer                   |              |            |         |               |               |      |
| Heinrich Heß Kurt Zimmer | K-2 1000 m   | 4:01,4 min | 4       | ausgeschieden | ausgeschieden | 13   |
| Heinrich Heß Kurt Zimmer | K-2 10.000 m | –          | –       | 48:05,6 min   | 12            | 12   |

### Leichtathletik
Laufen und Gehen
| Athletin                                              | Wettbewerb        | Vorlauf | Vorlauf | Finale        | Finale        | Rang |
| Athletin                                              | Wettbewerb        | Zeit    | Rang    | Zeit          | Rang          | Rang |
| ----------------------------------------------------- | ----------------- | ------- | ------- | ------------- | ------------- | ---- |
| Frauen                                                |                   |         |         |               |               |      |
| Hilda Antes                                           | 80 m Hürden       | 12,0 s  | 4.      | ausgeschieden | ausgeschieden | 19   |
| Hilda Antes Inge Eckel Ursula Finger Inge Glashörster | 4 × 100 m Staffel | 49,0 s  | 5.      | ausgeschieden | ausgeschieden | 13   |

Springen und Werfen
| Athlet        | Wettbewerb | Qualifikation | Qualifikation | Finale        | Finale        | Rang |
| Athlet        | Wettbewerb | Weite         | Rang          | Weite         | Rang          | Rang |
| ------------- | ---------- | ------------- | ------------- | ------------- | ------------- | ---- |
| Frauen        |            |               |               |               |               |      |
| Ursula Finger | Weitsprung | 5,27 m        | 11.           | ausgeschieden | ausgeschieden | 25   |
| Männer        |            |               |               |               |               |      |
| Anton Breder  | Weitsprung | 6,88 m        | 8.            | ausgeschieden | ausgeschieden | 19   |
| Willi Burgard | Dreisprung | 13,86 m       | 15.           | ausgeschieden | ausgeschieden | 29   |

### Ringen
| Athleten                         | Wettbewerb               | 1. Runde         | 1. Runde    | 2. Runde          | 2. Runde    | 3. Runde       | 3. Runde      | 4. Runde      | 4. Runde      | Rang |
| Athleten                         | Wettbewerb               | Gegner           | Ergebnis    | Gegner            | Ergebnis    | Gegner         | Ergebnis      | Gegner        | Ergebnis      | Rang |
| -------------------------------- | ------------------------ | ---------------- | ----------- | ----------------- | ----------- | -------------- | ------------- | ------------- | ------------- | ---- |
| Männer griechisch-römischer Stil |                          |                  |             |                   |             |                |               |               |               |      |
| Werner Zimmer                    | Fliegengewicht bis 52 kg | Heini Weber      | 3:0         | Fahrettin Akbaş   | Fall (6:41) | ausgeschieden  | ausgeschieden | ausgeschieden | ausgeschieden | 11   |
| Norbert Kohler                   | Bantamgewicht bis 57 kg  | Oswaldo Johnston | Fall (7:05) | Ferdinand Schmitz | 3:0         | Hubert Persson | 0:3           | ausgeschieden | ausgeschieden | 8    |
| Erich Schmidt                    | Leichtgewicht bis 67 kg  | Kamal Hussain    | 0:3         | Georgios Petmezas | 2:1         | Jan Cools      | 3:0           | ausgeschieden | ausgeschieden | 8    |

### Rudern
| Athleten                                                            | Wettbewerb             | Vorlauf    | Vorlauf | Vorlauf       | Hoffnungslauf | Hoffnungslauf | Hoffnungslauf           | Halbfinale    | Halbfinale    | Halbfinale              | Halbfinal-Hoffnungslauf | Halbfinal-Hoffnungslauf | Halbfinal-Hoffnungslauf | Finale        | Finale        | Rang          |
| Athleten                                                            | Wettbewerb             | Zeit       | Platz   | Qualifikation | Zeit          | Platz         | Qualifikation           | Zeit          | Platz         | Qualifikation           | Zeit                    | Platz                   | Qualifikation           | Zeit          | Platz         | Rang          |
| ------------------------------------------------------------------- | ---------------------- | ---------- | ------- | ------------- | ------------- | ------------- | ----------------------- | ------------- | ------------- | ----------------------- | ----------------------- | ----------------------- | ----------------------- | ------------- | ------------- | ------------- |
| Männer                                                              |                        |            |         |               |               |               |                         |               |               |                         |                         |                         |                         |               |               |               |
| Günther Schütt                                                      | Einer                  | 7:58,4 min | 3       | Hoffnungslauf | 7:38,4 min    | 1             | Halbfinal-Hoffnungslauf | –             | –             | –                       | 7:42,9 min              | 2                       | –                       | ausgeschieden | ausgeschieden | 7             |
| Klaus Hahn Herbert Kesel                                            | Zweier ohne Steuermann | 8:09,5 min | 3       | Hoffnungslauf | DNF           | DNF           | DNF                     | ausgeschieden | ausgeschieden | ausgeschieden           | ausgeschieden           | ausgeschieden           | ausgeschieden           | ausgeschieden | ausgeschieden | ausgeschieden |
| Werner Biel Achim Krause-Wichmann Hans Krause-Wichmann Hanns Peters | Vierer ohne Steuermann | 6:40,8 min | 1       | Halbfinale    | –             | –             | –                       | 7:10,4 min    | 3             | Halbfinal-Hoffnungslauf | 6:47,2 min              | 2                       | –                       | ausgeschieden | ausgeschieden | 7             |

### Schießen
| Athleten           | Wettbewerb                               | Ringe/Scheiben | Rang |
| ------------------ | ---------------------------------------- | -------------- | ---- |
| Männer             |                                          |                |      |
| Hans Eschenbrenner | Kleinkaliber liegend 50 Meter            | 384            | 52   |
| Ludwig Gräf        | Kleinkaliber Dreistellungskampf 50 Meter | 1089           | 38   |
| Ludwig Gräf        | Kleinkaliber liegend 50 Meter            | 391            | 40   |

### Schwimmen
| Athleten       | Wettbewerb     | Vorlauf    | Vorlauf | Finale        | Finale        | Rang |
| Athleten       | Wettbewerb     | Zeit       | Rang    | Zeit          | Rang          | Rang |
| -------------- | -------------- | ---------- | ------- | ------------- | ------------- | ---- |
| Männer         |                |            |         |               |               |      |
| Georg Mascetti | 400 m Freistil | 5:31,2 min | 36      | ausgeschieden | ausgeschieden | 36   |

### Turnen
| Athleten                                                                                  | Wettbewerb           | Punkte | Rang |
| ----------------------------------------------------------------------------------------- | -------------------- | ------ | ---- |
| Männer                                                                                    |                      |        |      |
| Norbert Dietrich                                                                          | Boden                | 13,85  | 173  |
| Norbert Dietrich                                                                          | Pferdsprung          | 13,90  | 176  |
| Norbert Dietrich                                                                          | Barren               | 15,85  | 147  |
| Norbert Dietrich                                                                          | Reck                 | 15,95  | 133  |
| Norbert Dietrich                                                                          | Ringe                | 17,45  | 94   |
| Norbert Dietrich                                                                          | Pauschenpferd        | 13,15  | 156  |
| Norbert Dietrich                                                                          | Mehrkampf Einzel     | 90,15  | 155  |
| Rolf Lauer                                                                                | Boden                | 15,90  | 144  |
| Rolf Lauer                                                                                | Pferdsprung          | 16,20  | 161  |
| Rolf Lauer                                                                                | Barren               | 15,40  | 157  |
| Rolf Lauer                                                                                | Reck                 | 15,25  | 143  |
| Rolf Lauer                                                                                | Ringe                | 14,65  | 165  |
| Rolf Lauer                                                                                | Pauschenpferd        | 14,30  | 137  |
| Rolf Lauer                                                                                | Mehrkampf Einzel     | 91,70  | 150  |
| Walter Müller                                                                             | Boden                | 14,80  | 164  |
| Walter Müller                                                                             | Pferdsprung          | 17,35  | 128  |
| Walter Müller                                                                             | Barren               | 16,20  | 140  |
| Walter Müller                                                                             | Reck                 | 16,80  | 106  |
| Walter Müller                                                                             | Ringe                | 15,45  | 151  |
| Walter Müller                                                                             | Pauschenpferd        | 13,60  | 150  |
| Walter Müller                                                                             | Mehrkampf Einzel     | 94,20  | 143  |
| Heinz Ostheimer                                                                           | Boden                | 16,35  | 126  |
| Heinz Ostheimer                                                                           | Pferdsprung          | 17,65  | 110  |
| Heinz Ostheimer                                                                           | Barren               | 14,60  | 167  |
| Heinz Ostheimer                                                                           | Reck                 | 9,80   | 177  |
| Heinz Ostheimer                                                                           | Ringe                | 16,80  | 114  |
| Heinz Ostheimer                                                                           | Pauschenpferd        | 15,95  | 109  |
| Heinz Ostheimer                                                                           | Mehrkampf Einzel     | 91,15  | 153  |
| Arthur Schmitt                                                                            | Boden                | 15,25  | 154  |
| Arthur Schmitt                                                                            | Pferdsprung          | 14,50  | 173  |
| Arthur Schmitt                                                                            | Barren               | 17,55  | 106  |
| Arthur Schmitt                                                                            | Reck                 | 17,30  | 87   |
| Arthur Schmitt                                                                            | Ringe                | 17,65  | 87   |
| Arthur Schmitt                                                                            | Pauschenpferd        | 16,55  | 94   |
| Arthur Schmitt                                                                            | Mehrkampf Einzel     | 98,80  | 119  |
| Fred Wiedersporn                                                                          | Boden                | 16,15  | 137  |
| Fred Wiedersporn                                                                          | Pferdsprung          | 17,40  | 123  |
| Fred Wiedersporn                                                                          | Barren               | 12,90  | 176  |
| Fred Wiedersporn                                                                          | Reck                 | 15,25  | 143  |
| Fred Wiedersporn                                                                          | Ringe                | 12,75  | 176  |
| Fred Wiedersporn                                                                          | Pauschenpferd        | 15,35  | 121  |
| Fred Wiedersporn                                                                          | Mehrkampf Einzel     | 89,80  | 156  |
| Fred Wiedersporn Rolf Lauer Heinz Ostheimer Arthur Schmitt Walter Müller Norbert Dietrich | Mehrkampf Mannschaft | 481,80 | 22   |